# Rodrigue Moundounga
Rodrigue Moundounga (ur. 28 sierpnia 1982 w Libreville) – gaboński piłkarz grający na pozycji bocznego obrońcy. Mierzy 173 cm wzrostu.

## Kariera klubowa
Karierę piłkarską Moundounga rozpoczął w klubie USM Libreville. W 1998 roku zadebiutował w jego barwach w pierwszej lidze gabońskiej. W zespole tym grał przez 6 lat i w 2002 roku wywalczył mistrzostwo kraju oraz Coupe du Gabon Interclubs. Następnie w 2004 roku odszedł do innego stołecznego klubu, Delty Téléstaru. W 2005 roku zdobył z nim międzynarodowy puchar UNIFFAC Clubs Cup. Na początku 2006 roku odszedł do FC 105 Libreville (w 2007 roku został z nim mistrzem kraju). W 2007 roku wrócił do Delty Téléstaru, a następnie od połowy tamtego roku ponownie grał w FC 105 Libreville. W 2008 roku został piłkarzem AS Mangasport. Następnie grał w Olympique Béja, AC Bongoville, CF Mounana, a w 2015 trafił do Akanda FC. W sezonie 2016/2017 grał w Lozo Sport FC.

## Kariera reprezentacyjna
W reprezentacji Gabonu Moundounga zadebiutował w 2001 roku. W 2010 roku został powołany przez selekcjonera Alaina Giresse'a do kadry na Puchar Narodów Afryki 2010.